# Irvinestown
Irvinestown es una localidad situada en el condado de Fermanagh, en Irlanda del Norte (Reino Unido). Según el censo de 2021, tiene una población de 2319 habitantes.
Está ubicada cerca del lago Erne y de la frontera con Irlanda, y al oeste de Belfast —la capital de Irlanda del Norte— y del lago Neagh, el mayor de las islas británicas.